# 蒙图塞
蒙图塞（法語：Montoussé，法語發音：[mɔ̃tuse]）是法国上比利牛斯省的一个市镇，属于巴涅尔德比戈尔区。

## 地理
蒙图塞（43°3'59"N, 0°24'53"E）面积7.88 平方千米，位于法国奧克西塔尼大區上比利牛斯省，该省份为法国西南部内陆省份，北至热尔省，西接大西洋比利牛斯省，南与西班牙接壤，东临上加龙省。
与蒙图塞接壤的市镇（或旧市镇、城区）包括：埃斯卡拉、内斯特河畔拉巴特、比祖、加扎沃、伊佐、蒙塞列、圣阿罗芒、蒂扎盖。

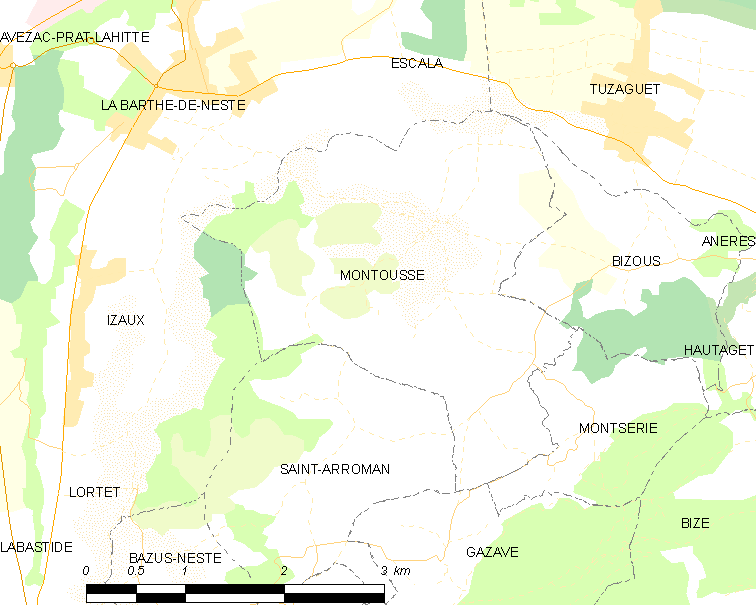
蒙图塞的OSM定位图

蒙图塞的时区为UTC+01:00、UTC+02:00（夏令时）。

## 行政
蒙图塞的邮政编码为65250，INSEE市镇编码为65322。

## 政治
蒙图塞所属的省级选区为内斯特-欧尔-卢龙县。

## 人口

1962-2008年间蒙图塞人口变化图示

蒙图塞于2022年1月1日时的人口数量为248人。